# Autopolis
Autopolis (jap. オートポリス Ōtoporisu) – tor wyścigowy zlokalizowany niedaleko dawnej wsi Kamitsue (obecnie część miasta Hita) w prefekturze Ōita, 30 km na północny wschód od Kumamoto. Głównie na tym torze organizowane są lokalne wyścigi samochodowe. Mimo że tor posiada wysokie standardy bezpieczeństwa nigdy nie zorganizowano na nim wyścigu Formuły 1.
Tor położony jest na wyżynnym obszarze wyspy, co powoduje, że ciśnienie jest stosunkowo niskie, tak jak na obiekcie Autódromo Hermanos Rodríguez w Meksyku, a różnica wysokości między najwyższym a najniższym punktem toru wynosi 50 metrów.

## Historia
Tor znajduje się w Parku Narodowym Aso-Kujū. Obiekt kosztem pół miliarda dolarów (47 bilionów jenów) wybudował Tomonori Tsurumaki. 
Tsurumaki wzbudził sensację w 1989 roku, kiedy podczas paryskiej aukcji kupił telefonicznie (będąc w swoim pokoju hotelowym w Tokio) obraz Les Noces de Pierrette Pabla Picassa za 51,3 mln dolarów. Następnie ogłosił, że jego obraz zostanie umieszczony w galerii sztuki zlokalizowanej przy torze wyścigowym, który w tym czasie był w budowie. Za projekt toru odpowiedzialny był Yoshitoshi Sakurai, który kierował projektem Hondy w latach 60.
Tsurumaki zamówił 30 samochodów wyścigowych Sabre FC45 z silnikami Buicka na otwarcie toru w listopadzie 1990 roku. Podczas wyścigów doszło do rywalizacji zaproszonych kierowców serii CART: Stana Foxa, Johnny'ego Rutherforda, Dicka Simona, Gary'ego i Tony'ego Bettenhausena z lokalnymi kierowcami. 
Tsurumaki stworzył następnie serię Formula Crane 45, w której występowała niewielka liczba uczestników. Serię rozwiązano w 1992 roku.

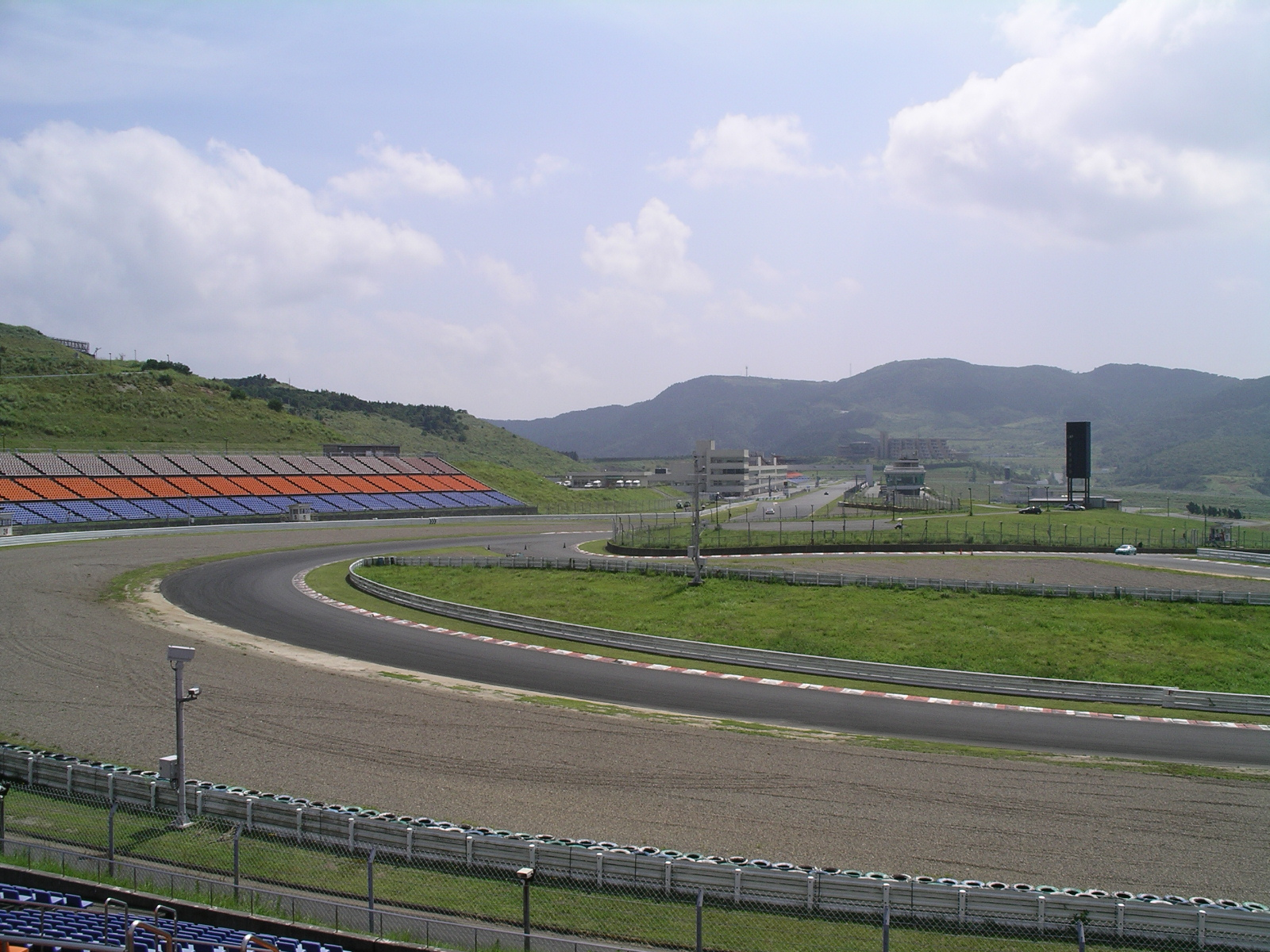

W sezonach 1990–1991 logo toru znajdowało się na samochodach zespołu Benetton, startującego w Formule 1. Tomonori Tsurumaki pojawił się podczas Grand Prix Monako 1991, gdzie próbował przekonać Berniego Ecclestone’a, aby zorganizować wyścig Formuły 1 na japońskim obiekcie. 28 października 1991 zorganizowano na tym torze finał Mistrzostw Świata Samochodów Sportowych. Wyścig wygrali Karl Wendlinger i Michael Schumacher, jeżdżący samochodem Mercedes-Benz C291, obsługiwanym przez ekipę Sauber. Goście będący na tym torze skrytykowali jego lokalizację, gdyż obiekt znajdował się zbyt daleko od najbliższego hotelu, a ponadto jazda autobusem zajmowała kilka godzin, wskutek czego nie mogłyby się odbywać wyścigi Formuły 1.
Tsurumaki nie zaprzestał starań i ponownie pojawił się na padoku podczas Grand Prix Portugalii 1992. Podczas pobytu w Estoril, miał pecha, gdyż z jego pokoju hotelowego ukradziono klejnoty i 250 tysięcy dolarów w gotówce. Powstał plan, aby na sezon 1993 znalazł się wyścig o Grand Prix Azji na tym torze, jednak do jego realizacji nie doszło. Ostatecznie postanowiono o organizacji wyścigu o Grand Prix Europy na Donington Park.
Japończyk zainwestował w konia wyścigowego A.P. Indy oraz w obrazy: Moneta, van Gogha, Picassa, Chagalla, Renoira i Magritte’a przed bankructwem jego firmy, Nippon Tri-Trust w 1993. Tor oraz wszystkie obrazy trafiły w ręce Hazama Corporation, odpowiedzialnej za budowę toru. 
W 1995 próbowano sprzedać obiekt na poziomie 10% kosztów budowy, w skład którego weszły trzy hotele, baseny i sztuczny stok narciarski, natomiast obrazy nabyte przez Tsurumakiego trafiły do skarbca. W 2005 tor stał się własnością Kawasaki Heavy Industries.
Obecnie na torze organizowane są wyścigi Super GT, Super Formula, MFJ Superbike i Super Taikyu.